# بوخایا
بوخایا (انگلیسی: Bojayá) نام شهری در کشور کلمبیا است.